# Mắm tôm chua
Mắm tôm chua là một món ăn của Nam Bộ và miền Trung Việt Nam, đặc biệt là tại Gò Công và Huế, làm từ tôm bạc đất ủ chua. Gò Công và Huế là hai nơi làm mắm tôm chua nổi tiếng, tuy nhiên ở Huế thì nhiều cơ sở sản xuất hơn. Món này bắt nguồn từ Huế,  được Nam Phương Hoàng hậu mang vào Gò Công. Ngày nay tại Gò Công vẫn còn rất nhiều hộ gia đình vẫn giữ nghề và bán trên thị trường. 
Khác với mắm tôm mặn có màu nâu và con tôm đã bị giã nhuyễn, mắm tôm chua có màu đỏ và con tôm còn nguyên hình. Khi làm mắm tôm chua phải chọn con tôm còn sống, rửa sạch bằng nước muối (nếu rửa bằng nước ngọt thì tôm sẽ bị tanh). Tôm rửa sạch được làm chín bằng cách ngâm vào rượu trắng mạnh. Tôm chín màu đỏ rực. Đem tôm trộn đều với thính gạo, ớt, riềng, gừng và tỏi đã thái chỉ. Cuối cùng cho tất cả vào một cái hũ bằng sành hoặc đất nung, phía trên xếp một lớp lá chùm ruột hay ổi rửa sạch và vẩy cho hết nước, đậy kín lại. Sau 5-7 ngày là thành mắm tôm chua.